# Municipio de Delta
El municipio de Delta (en inglés: Delta Township) es un municipio ubicado en el condado de Eaton en el estado estadounidense de Míchigan. En el año 2010 tenía una población de 32408 habitantes y una densidad poblacional de 376,74 personas por km².

## Geografía
El municipio de Delta se encuentra ubicado en las coordenadas 42°43′41″N 84°39′41″O / 42.72806, -84.66139. Según la Oficina del Censo de los Estados Unidos, el municipio tiene una superficie total de 86.02 km², de la cual 84.08 km² corresponden a tierra firme y (2.26%) 1.94 km² es agua.

## Demografía
Según el censo de 2010, había 32408 personas residiendo en el municipio de Delta. La densidad de población era de 376,74 hab./km². De los 32408 habitantes, el municipio de Delta estaba compuesto por el 78.56% blancos, el 11.58% eran afroamericanos, el 0.54% eran amerindios, el 3.83% eran asiáticos, el 0.01% eran isleños del Pacífico, el 1.9% eran de otras razas y el 3.57% pertenecían a dos o más razas. Del total de la población el 6.16% eran hispanos o latinos de cualquier raza.